# 拉里·沃尔
拉里·沃尔（英語：Larry Wall，1954年9月27日—），生於美國加州洛杉磯，是程序员、系統管理员、語言學家和作家。他最為人知的地方，是他設計的程式語言Perl。

## 教育
沃尔在洛杉矶南部成长，然后去布雷默顿，后来1976年时去西雅图太平洋大学开始高级教育，专业是化学和音乐。后来学习医学，又学习自然语言和人造语言。学士毕业前在大学里的电脑中心工作了几年。
在加州大学伯克利分校的研究生院里，沃尔和他的妻子学习语言学，为了找一个没有文字的语言，可能是非洲语言，并给它创造一套书写系统。那时他们即将使用这个新的书写系统把不同的文章翻译为这种语言，包括圣经。由于身体原因这些计划被取消。毕业后他们住在美国，拉里加入了美国国家航空航天局喷气推进实验室。

## 贡献
沃尔是rn新闻组客户端和广泛使用的patch程序的作者。他两次在国际C语言混乱代码大赛中获胜，也是1998年自由软件基金会自由软件提升奖获得者。
超出他的技术技能，沃尔聪明而且幽默。他在源码的注释里与Usenet中展示幽默。例如：“我们都同意妥协很重要。但是当妥协真地重要时，就开始不同意了。”以及：
例如，看一看《圣经》的翻译集，你将会发现一个规律：新英语圣经，新美国标准圣经，和新国际版，还有一些。这太好笑了。我怀疑我们一百年之后还会叫它们作“新的这个”和“新的那个”。你知道新学院什么时候创建的？猜下？新学院在1379年是新的。
沃尔在优利工作时开发了Perl和直译器。他是《Programming Perl》（经常被称作《骆驼书》，由奥莱理发布）的共同作者。他然后被奥莱理招聘来更好地开发Perl与写关于Perl的书。
沃尔的语言学教育体现在他的书，面试和演讲中。他经常把Perl和一个自然语言作比较，解释他的Perl的语言学的理论的设计。他也经常使用语言学说明Perl语言的架构，所以对于传统的名称，像“变量”，“函数”和“存取器”，他有时说成“名词”，“动词”和“主题”。
沃尔对基督教的忠诚影响了一些Perl的术语，例如这个名字本身，是来源于圣经的“pearl of great price（高价的珍珠）”。类似的还有函数名“bless（保佑、赐福 、使某物圣洁）”，和Perl 6的组织设计文件有类别如“apocalypse（启示）”和“exegesis（注释）”。沃尔也在会议上暗示他的忠诚，包括1997年8月的Perl会议上一个相当直接的表述，和2000年6月在YAPC（另一个Perl会议，Yet Another Perl Conference）对《天路历程》的讨论。
沃尔继续预见Perl的更远开发，像终身仁慈独裁者一样为Perl项目服务。他在Perl里的工作最好以如下两句解释。来自Perl官方文档：
1. 拉里对Perl如何表现的定义总是对的。这说明他对核心功能有最终否决权。
2. 拉里可以日后可以改变对任何东西的看法，不论他以前是否使用了规则1。

懂了么？拉里总是对的，即使当他原来是错的。

## 程序员美德
在《Programming Perl》（《骆驼书》）第二版中，沃尔（和共同作者Randal L. Schwartz与Tom Christiansen）写出了“程序员的3个美德”：
1. 懒惰 – 这个品质使你尽最大的努力去减少总的精力消耗。这让你写出节省劳动力的程序，而且别人会找到有用的地方，和你写的文档。所以你不需要回答关于该软件的很多问题。因此是程序员的第一个美德。参见不耐烦和骄傲。
2. 不耐烦 – 当电脑懒惰的时候你感觉生气。这让你写出不仅反映你的需求，而实际上预先使用它们。或者至少假装。所以是程序员的第二个美德。参见懒惰和骄傲。
3. 骄傲 – 极度骄傲，宙斯快速推动你想要的那种东西。同时这个品质让你写（和维护）别人支持的程序。所以是程序员的第三个美德。参见懒惰和不耐烦。

## 外部連結
- 拉里·沃尔的个人主页
- http://www.softpanorama.org/People/Wall/index.shtml （页面存档备份，存于）
- 拉里·沃尔语录 （页面存档备份，存于）
- 《Perl，第一个超现代的语言》 （页面存档备份，存于）
- 自由軟體鑄造場計畫網站：源碼報報：Larry Wall 與 Perl